# Магнезијум-хидроксид
Магнезијум-хидроксид је неорганско хемијско једињење хемијске формуле Mg(OH)2, познато и као магнезијумово млеко. Најпознатији минерал магнезијум-хидроксида је бруцит.

## Добијање
Може се добити у реакцији соли магнезијума и алкалног хидроксида. 
{\displaystyle \mathrm {Mg^{2+}+2OH^{-}\longrightarrow \;Mg(OH)_{2}} }
Међутим, с обзиром да је слабије растворљив од гашеног креча, може се добити и реакцијом гашеног креча и магнезијум-хлорида.

## Својства
Ово је бела, чврста супстанца која се раствара у растворима амонијум-соли.

## Примена
Употребљава се у индустрији шећера за екстракцију шећера из меласе. У индустрији се користи и као безопасна база за неутрализацију алкалних отпадних вода. Користи се и као антацид и лаксатив. Може се користити и као дезодоранс и избељивач одеће.